# نفرین (فیلم ۲۰۰۵)
نفرین (به ژاپنی: ノロイ Noroi) یک فیلم ترسناک ژاپنی در قالب یک فیلم مستند است که در سال ۲۰۰۵ منتشر شد.